# Вежа Еволюція
Вежа Еволюція (рос. Башня Эволюция) — багатофункціональний хмарочос, який розташовується на третій ділянці Московського міжнародного ділового центру. Також буде мати передбашенну площу на другій ділянці. Вежа відрізняється від всіх інших проектів своєю незвичайною формою що закручується і нагадує молекулу ДНК.
У стилобатній частині будуть розташовуватися торгово-розважальні приміщення, а також переходи до Центрального Ядра, мосту «Багратіон» і метрополітену. У підземній частині так само передбачена парковка на 1350 місць. Безпосередньо в самому хмарочосі будуть розташовуватися офіси.